# Sabbatsbrott
Sabbatsbrott kallades i äldre svensk rätt en sådan kränkning av sabbatens helgd, som i lag var belagd med straff. 
Enligt den svenska strafflagen 7 kap 3 § ansågs det som sabbatsbrott, "om någon å sön- eller högtidsdag emellan kl. 6 om morgonen och kl. 9 om aftonen idkar handtverk eller annat arbete". Dock undantogs de fall, då arbetet skedde till den arbetandes egen eller annans nödtorft, till exempel hushållsarbete för hemmets räkning, öppethållande av raksalong och så vidare, eller var sådant, att det inte tålde uppskov, till exempel avser bärgning av skörd, som var i fara att förstöras. Vidare begicks enligt detta lagrum sabbatsbrott, om man på nyss angivna tid öppnade "kramlåda eller annan dylik bod". Med sistnämnda uttryck torde avses sådana bodar, som företrädesvis försålde varor, i fråga om vilka inköp och försäljning utan olägenhet kunnat ske på annan dag. 
Undantagna från förbudet var sålunda till exempel apotek, livsmedelsaffärer och så vidare. Enligt kunglig förklaring 9 juni 1893 inbegreps i förbudet däremot tobaks- och cigarrbutiker. Vidare undantogs sådan försäljning, som skedde utomhus från öppna salustånd och dylikt. Genom lag 14 maj 1909 hade emellertid även sådan försäljning, i vad den avsåg tobaksvaror, på sön- och högtidsdag för vissa fall blivit straffbelagd. Straffet för sabbatsbrott var böter.
Sedermera infördes genom lag 6 juni 1912 rätt för stad, köping eller municipalsamhälle att utnyttja den tidigare medgivna rätten att utfärda förbud mot handelsbods öppethållande på vardag utöver viss tid av dygnet, till att kunna omfatta även förbud mot handelsbods öppethållande under sön- och helgdagar "å sådan tid, som ej enligt Strafflagen är att hänföra till sabbatstid", samt att, där dylikt förbud meddelats, vara, som i sådan bod hölls till salu, inte heller under samma tid fick hållas till salu utomhus utan särskilt lämnat tillstånd. Straffet för handelsbods öppethållande under sådan tid, trots meddelat förbud, var väsentligt strängare än straffet för sabbatsbrott enligt Strafflagen.
Förövade någon brott under sabbatstid, skulle detta, enligt Strafflagen 7 kap 4 §, anses som försvårande omständighet vid straffets bestämmande. Förr bestraffades också som sabbatsbrott, om man på sabbatstid företog sig någon resa till lands eller sjöss, förrän gudstjänsten var avslutad, men detta straffbud upphävdes genom strafflagen (av 1864).
Bestämmelserna om sabbatsbrott avskaffades 1948.

## Norge
I Norge är det fortfarande 2018 olagligt att föra oljud på helgdagar, vilket inkluderar sysslor som hantverk, trädfällning, grästrimning med mera. Jämför norsk lagtext i lovdata.no.